# Desenberg

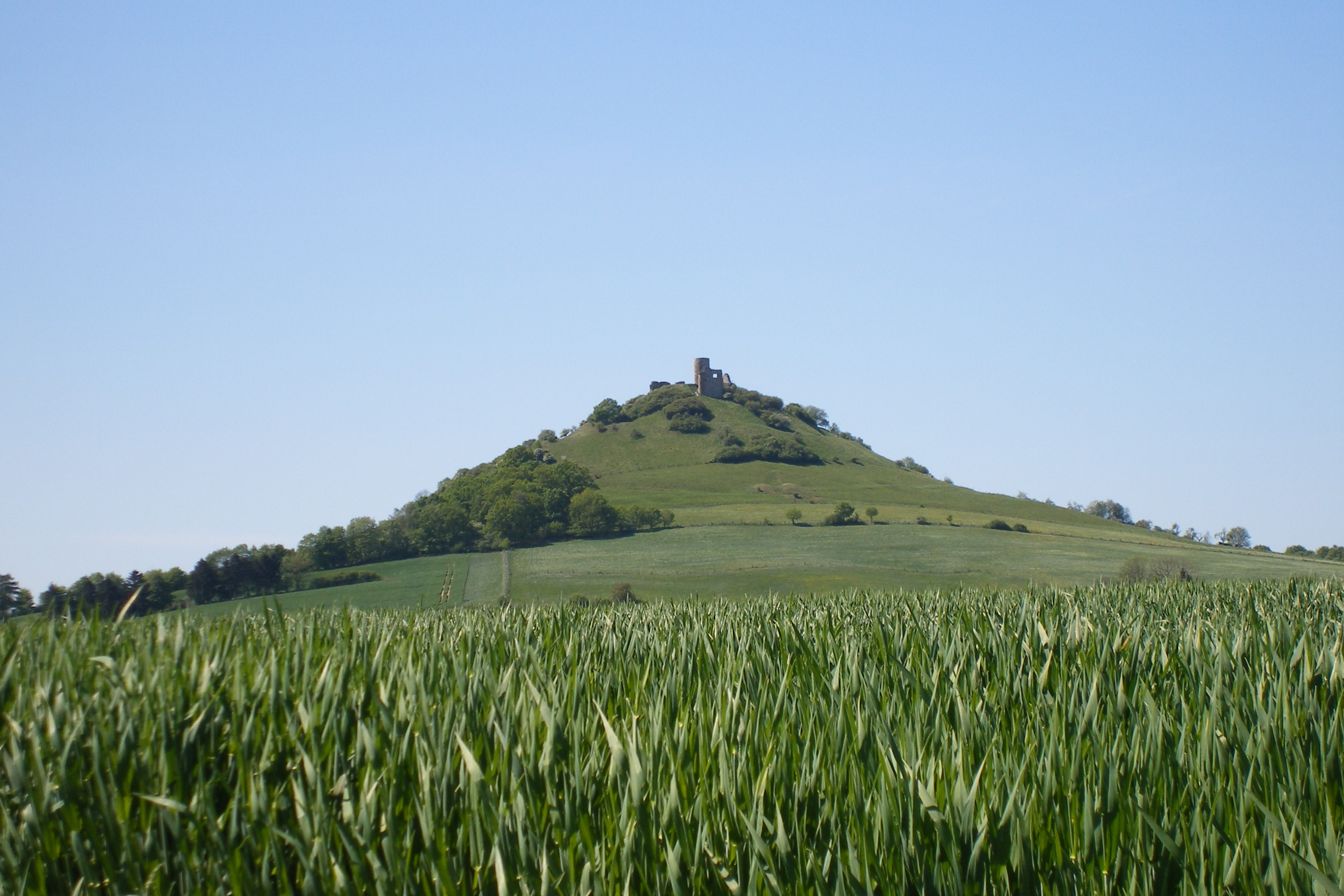
Sicht von Ostnordosten auf den Desenberg

Der Desenberg bei Daseburg im nordrhein-westfälischen Kreis Höxter ist mit 343,6 m ü. NHN die markanteste Erhebung der Warburger Börde, einer relativ ebenen, fruchtbaren Bördelandschaft. Der Berg ist eine von der Burgruine Desenberg gekrönte Basaltkuppe und ein Zeugnis der jüngeren Erdgeschichte, des Vulkanismus, aber auch des mittelalterlichen Lehns- und Kriegswesens. Seine heutige Form erhielt der Desenberg durch Verwitterung.

## Geographie

### Lage
Der Desenberg erhebt sich in Ostwestfalen rund 3,5 km ostnordöstlich der Warburger Innenstadt, 8 km südsüdwestlich der Stadt Borgentreich, 12 km westlich der Stadt Hofgeismar und 2 km südwestlich vom dörflichen Warburger Stadtteil Daseburg. Etwa 1,7 km südlich verläuft in West-Ost-Richtung die Diemel am Berg vorbei, 2,3 km östlich in Nord-Süd-Richtung deren Zufluss Eggel.

### Topographie
Der Desenberg ist ein weithin sichtbarer, kegelförmiger Inselberg, dessen Gipfel sich in der eher flach gegliederten Warburger Börde rund 190 m hoch über die südlich fließende Diemel und etwa 100 bis 150 m über seine Umgebung erhebt. Er ist Zeugnis des tertiären ostwestfälischen Basaltvulkanismus, ein Basaltgang schützte die Gesteine in seiner unmittelbaren Umgebung vor Abtragung. Der Desenberg ist der einzige echte Vulkanberg Westfalens; der etwa acht Kilometer entfernte Hüssenberg wurde bis 1930 als Steinbruch genutzt und ist nicht mehr vollständig erhalten.

### Naturräumliche Zuordnung
Der Desenberg bildet in der naturräumlichen Haupteinheitengruppe Oberes Weserbergland (Nr. 36), in der Haupteinheit Warburger Börde (360) und in der Untereinheit Große Börde (360.0) die Singularität Desenberg (360.00).

## Geologie
Der Desenberg gilt als lehrbuchmäßiges Musterbeispiel für eine durch selektive Erosion weniger resistenter Nebengesteine (hier Tonstein des Keupers) herausgeschälte vulkanische Schlotfüllung, einen sogenannten Schlotstiel. Das Gestein wurde in alten Bearbeitungen als Limburgit, ein glasreicher Alkalibasalt, bestimmt. Es enthält Xenolithe aus Peridotit des Erdmantels, sogenannte Olivinbomben. Der Desenberg ist ein nordwestlicher Ausläufer des Nordhessischen Vulkangebiets, mit vulkanischer Aktivität mit Schwerpunkt im Obermiozän vor 13 bis 14 Millionen Jahren, in einer damals weitgehend ebenen Landschaft nahezu auf Meeresspiegel-Niveau. Die heutige Situation geht auf spätere Hebungsvorgänge mit anschließender Erosion zurück.

## Schutzgebiete

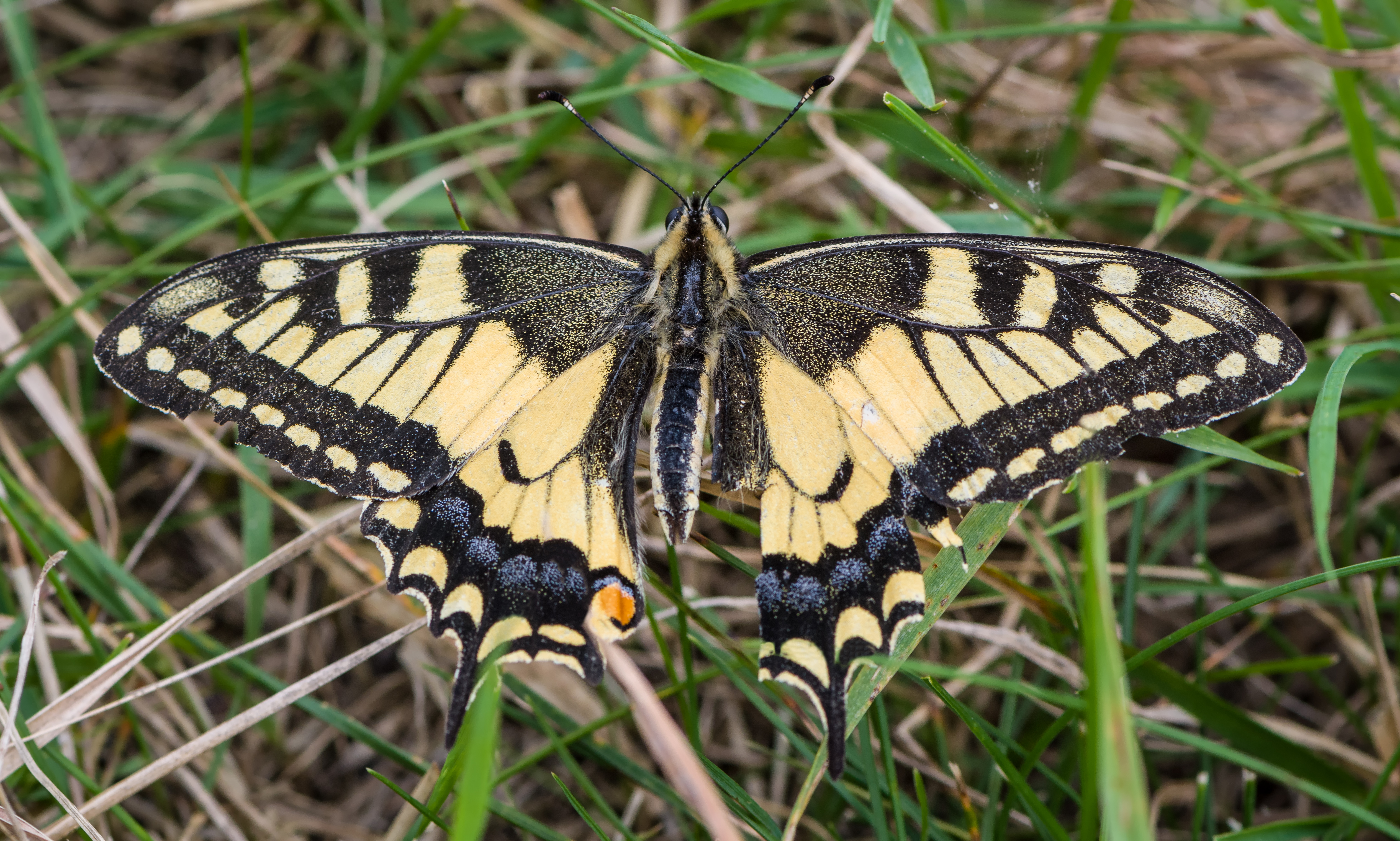
Schwalbenschwanz im Fauna-Flora-Habitat-Gebiet Desenberg

Auf dem Desenberg liegt das Naturschutzgebiet Desenberg (CDDA-Nr. 81519; 1983 ausgewiesen; 30 ha groß). Zudem befinden sich dort Teile des Landschaftsschutzgebiets Südlicher Kreis Höxter (CDDA-Nr. 324936; 1982; 229,34 km²). Auf der Gipfelregion des Berges liegt im Bereich oberhalb der 300-m-Höhenlinie das Fauna-Flora-Habitat-Gebiet Desenberg (FFH-Nr. 4421-303; 3 ha).

## Geschichte und Sage

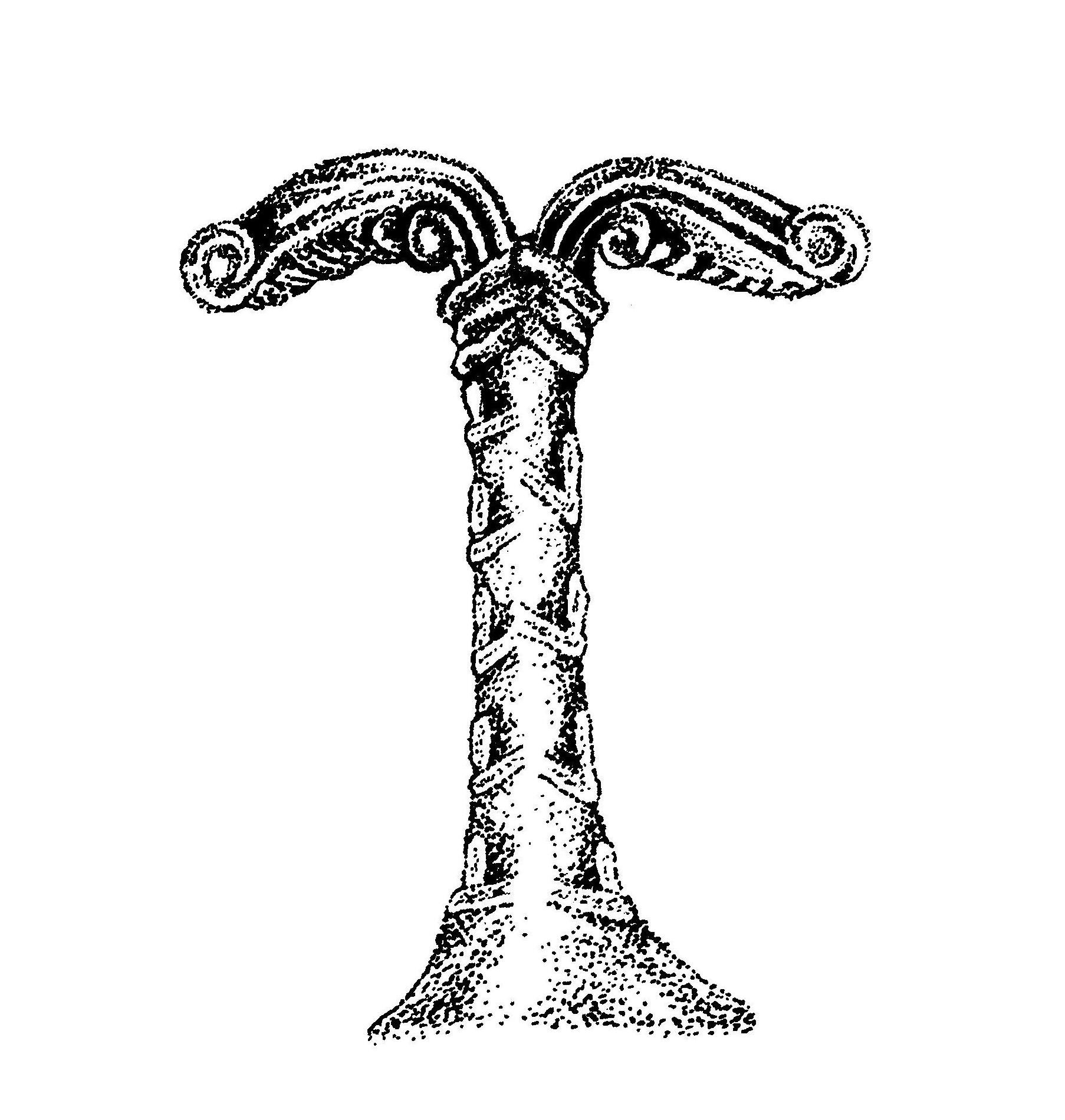
Der Desenberg gilt als möglicher Standort der Irminsul (hier als Illustration nach dem Kreuzabnahmerelief an den Externsteinen).

Oberflächenfunde belegen, dass im Umfeld des Desenbergs schon früh Menschen lebten. Im Jahr 1995 wurde bei Arbeiten an einer Gasleitung der Daseburger Kreisgraben entdeckt. Die Anlage ist auf den Desenberg ausgerichtet, der von der Mitte des Grabens gesehen die Untergangsposition der Sonne zur Sommersonnenwende im fünften vorchristlichen Jahrtausend anzeigt. Der Berg war vermutlich später eine germanische Kultstätte. Der Desenberg wird als ein möglicher Standort der Irminsul, eines frühmittelalterlichen altsächsischen Heiligtums, diskutiert. Ein weiterer in Frage kommender Standort, die Eresburg bei Marsberg, liegt nur 30 Kilometer entfernt.
In Zusammenhang mit dem Desenberg wird oft die Sage um den Spiegelritter genannt, in der ein tapferer Sachse einen auf dem Berg lebenden Drachen durch das Spiegelbild in seinem Schild erschrecken und töten kann. Hierauf dürfte auch der Name des Adelsgeschlechts von Spiegel (zum Desenberg) (zum Beispiel Witukind von Spiegel zum Desenberg oder Heinrich von Spiegel zum Desenberg) zurückgehen, dessen Wappen als Hinweis auf die Heldentat drei Spiegel zeigt.
Aber auch Karl der Große schlummert der Sage nach im Desenberge. Das ganze Mittelalter hindurch spielten bergentrückte Friedenskaiser wie Kaiser Friedrich Barbarossa, sein Enkel Friedrich II., Karl der Große, Friedrich der „Freidige“, wie auch andere dieses Namens Friedrich = Friedensfürst, so auch die Lichtfürsten Sigfrid und Widukind (Wittekind), der Sage nach eine Rolle. Und so soll in diesem Sinne auch Karl der Große, der im Desenberge verzaubert schläft, der wiedererwartete Kaiser werden. Und vom Mythos Kaiser Karls des Großen erzählt man sich vom Desenberge folgende Sage:
Tief im Desenberge sitzt der Kaiser mit seinen Rittern und ruht sich von seinen Siegen aus. Sein langer Bart ist durch den Tisch gewachsen. Oft fragt er die Zwerge, die um ihn versammelt sind, nach der Jahreszahl. Wenn die Zeit gekommen ist, will er mit seinen Heerführern aus dem Berg hinausgehen, um das große Kaiserreich wiederherzustellen und um eine goldene Zeit voll Frieden und Glück heraufzuführen. Hirten, die am Desenberg ihr Vieh hüteten, sind oft beim Kaiser gewesen. Mit einer Springwurzel schlossen sie den Berg auf. Manchmal haben sie ihm ihre schönsten Lieder vorgeflötet und sind reichlich beschenkt worden. Ein Bäcker aus Warburg hat einmal dem Kaiser ein Körbchen voll Weißbrot gebracht und erhielt dafür reichen Lohn. (s. a.: Bergentrückung)
Der Desenberg mit der Burg Desenberg kam um 1250 in den Besitz der Familie von Spiegel. Im 14. Jahrhundert spaltete sich die Familie in die Linien Spiegel zum Desenberg und Spiegel zu Peckelsheim. Mitte des 16. Jahrhunderts verließen die Spiegel den Desenberg und bezogen Rittersitze in der Nähe, namentlich in Bühne, Rothenburg, Klingenburg, Übelngönne und Dalheim. Bis heute befinden sich der Berg und die Burgruine Desenberg im Besitz der Grafen von Spiegel zum Desenberg.
Die Burg auf dem Desenberg hatte eine strategisch vorteilhafte Lage, da von dort die Wege um die Burg einsehbar waren.

## Aussichtsmöglichkeit

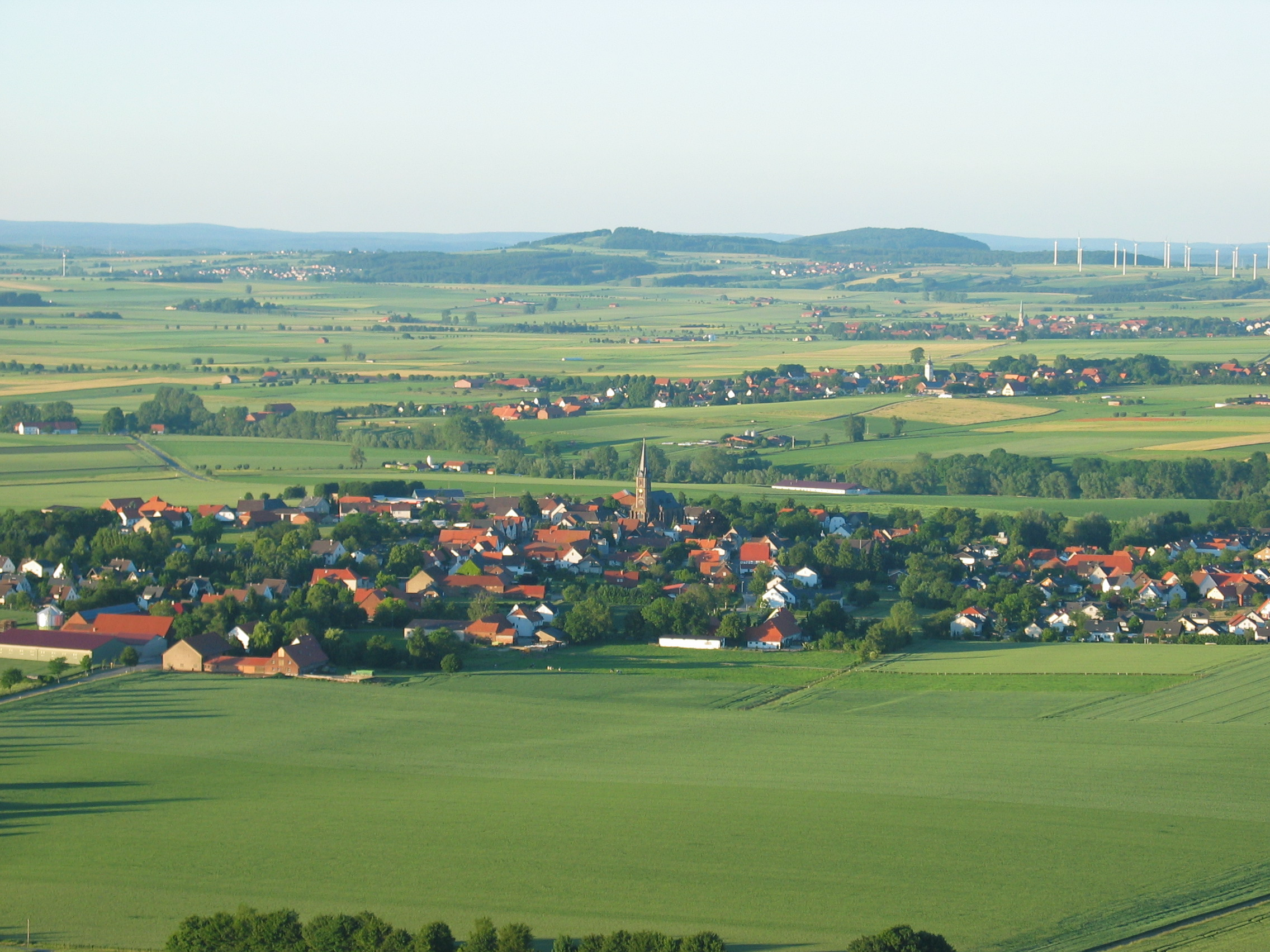
Sicht vom Desenberg nordostwärts in die Warburger Börde mit Dorf Daseburg, zum Deiselberg (links vom Windpark) und Weserbergland (am Horizont)

Vom Desenberg und insbesondere vom Turm der frei zugänglichen Burgruine Desenberg fällt der Blick auf die Warburger Börde und in der Ferne zum Weserbergland, unter anderem mit dem Reinhardswald, zum Habichtswälder Bergland bei Kassel, Rothaargebirge und Eggegebirge.

## Verkehrsanbindung
Am Desenberg führt nördlich etwa in Südwest-Nordost-Richtung die Landesstraße 838 von Warburg nach Daseburg vorbei. Oberhalb des an dieser Straße nordwestlich des Berges gelegenen Guts Rothehaus befindet sich am nördlichen Berghang ein Parkplatz mit Schautafeln zum Berg und zur Burgruine, von dem ein etwa spiralförmig angelegter Pfad von rund 800 m Länge aufwärts zum Gipfel mit der Ruine führt. Die Haltestelle Gut Rothehaus wird von Bussen der Linie R34 des Nahverkehrsverbunds Paderborn-Höxter angefahren.